# Promachus simpsoni
Promachus simpsoni là một loài ruồi trong họ Asilidae. Promachus simpsoni được Ricardo miêu tả năm 1920. Loài này phân bố ở vùng nhiệt đới châu Phi.